# Leonardo Rodríguez Alcaine

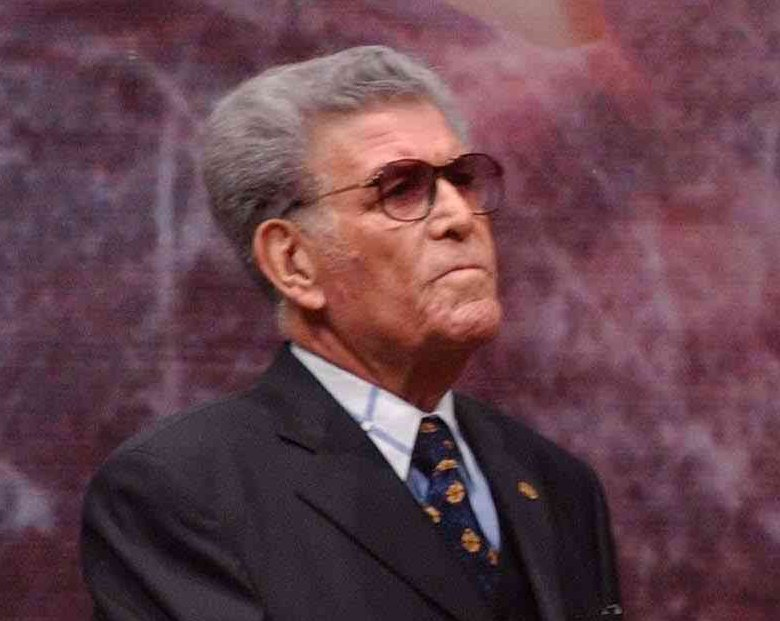
Leonardo Rodríguez Alcaine

Leonardo Rodríguez Alcaine (Texcoco, 1 mei 1919 – Mexico-Stad, 6 augustus 2005) was een Mexicaans vakbondsleider en politicus.
Rodríguez Alcaine studeerde aan het Nationaal Polytechnisch Instituut (IPN) maar maakte zijn studie niet af. Hij werd elektricien. Hij sloot zich aan bij de elektriciteitsvakbond en klom op in de rangen van de Confederatie van Mexicaanse Arbeiders (CTM). Wegens de goede banden tussen de CTM en de Institutioneel Revolutionaire Partij (PRI), de regerende eenheidspartij, diende hij vier termen in de Kamer van Afgevaardigden en twee in de Kamer van Senatoren.
Na de dood van Fidel Velázquez in 1997, die meer dan een halve eeuw secretaris-generaal van de CTM was geweest, en diens opvolger Blas Chumacero drie weken later, werd Rodríguez Alcaine secretaris-generaal van de vakbond. Hij werd herkozen in 2004. Hij overleed een jaar later aan een hartaandoening.